# フィリップ・フォン・ザクセン＝コーブルク・ウント・ゴータ
フィリップ・フォン・ザクセン＝コーブルク・ウント・ゴータ（ドイツ語: Philipp von Sachsen-Coburg und Gotha, 1844年3月22日 - 1921年7月4日）は、コハーリ侯爵家の公子。ブルガリア王フェルディナントの長兄にあたる。金羊毛勲章、ポルトガルの塔および剣勲章を受章している。

## 生涯
ザクセン＝コーブルク＝ゴータ公子アウグストと、その妻のフランス王女クレマンティーヌ（ルイ＝フィリップ1世の四女）の長男として生まれ、1870年にハンガリー王国軍の陸軍少佐となった。1875年2月4日、従姪にあたるベルギー王女ルイーズ（従兄のレオポルド2世の長女）と結婚した。
フィリップは義弟のオーストリア皇太子ルドルフとは親友で、1889年1月30日未明に起きたマイヤーリンク事件ではヨーゼフ・ホヨス＝シュプリンツェンシュタイン伯爵および近習のヨハン・ロシェックと一緒に、ルドルフ皇太子とその愛人マリー・フォン・ヴェッツェラの遺体を発見している。
ルイーズとの結婚生活は悲惨なものであり、ルイーズは1896年に夫の許を離れて別居した。2年後の1898年には彼女に対する禁治産宣告が出され、1906年1月15日には二人の離婚が成立した。ルイーズはハンガリー貴族のマッタチチュ＝ケグレヴィチ・ゲーザ伯爵（Mattachich-Keglevich Geza, 1867年 - 1923年）と長く愛人関係にあったため、フィリップは主君の皇帝フランツ・ヨーゼフ1世から妻の情夫との決闘を命じられている。ルイーズはまたフィリップの副官とも男女の関係にあった。
フィリップはコーブルクにある城館で晩年を過ごし、77歳でこの世を去った。遺骸はコーブルクの聖アウグスティン教会にあるコハーリ侯爵家の地下納骨堂に埋葬された。

## 子女
ルイーズとの間に1男1女を儲けた。
- レオポルト・クレメンス・フィリップ・アウグスト・マリア（1878年 - 1916年）
- ドロテア・マリア・ヘンリエッテ・アウグステ・ルイーゼ（1881年 - 1967年） - シュレースヴィヒ＝ホルシュタイン公エルンスト・ギュンターと結婚

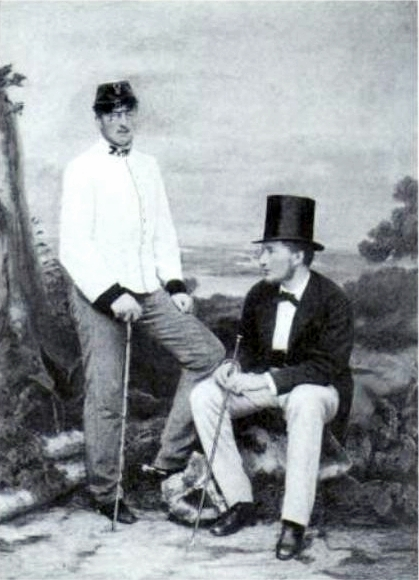
フィリップ（左）と次弟のルートヴィヒ・アウグスト（1866年頃）